# FC UTA Arad
El FC UTA Arad és un club de futbol romanès de la ciutat d'Arad.

## Història
Va ser fundat el 18 d'abril de 1945. Fins al 2008 s'ha proclamat campió de lliga sis cops i dos més de copa romanesa. Ha tingut les següents denominacions:
- 1948: IT Arad-Industriile Textile Arădene
- 1950: Flamura Rosie IT Arad
- 1958: UT Arad
- 1984: FCM UTA Arad
- 1989: UTA Arad
- 1997: FC UTA Arad

## Futbolistes destacats
- Gyula Lóránt
- Iosif Petschovsky
- Helmuth Duckadam
- Flavius Domide
- Ludovic Bonyhadi